# Георг Хунд фон Венкхайм
Георг Хунд фон Венкхайм (на немски: Georg Hund von Wenkheim) е четиридесетият Велик магистър на рицарите от Тевтонския орден.